# Colotois grisea
Colotois grisea là một loài bướm đêm trong họ Geometridae.